# Demonax bimaculicollis
Demonax bimaculicollis là một loài bọ cánh cứng trong họ Cerambycidae.